# Gènere teatral

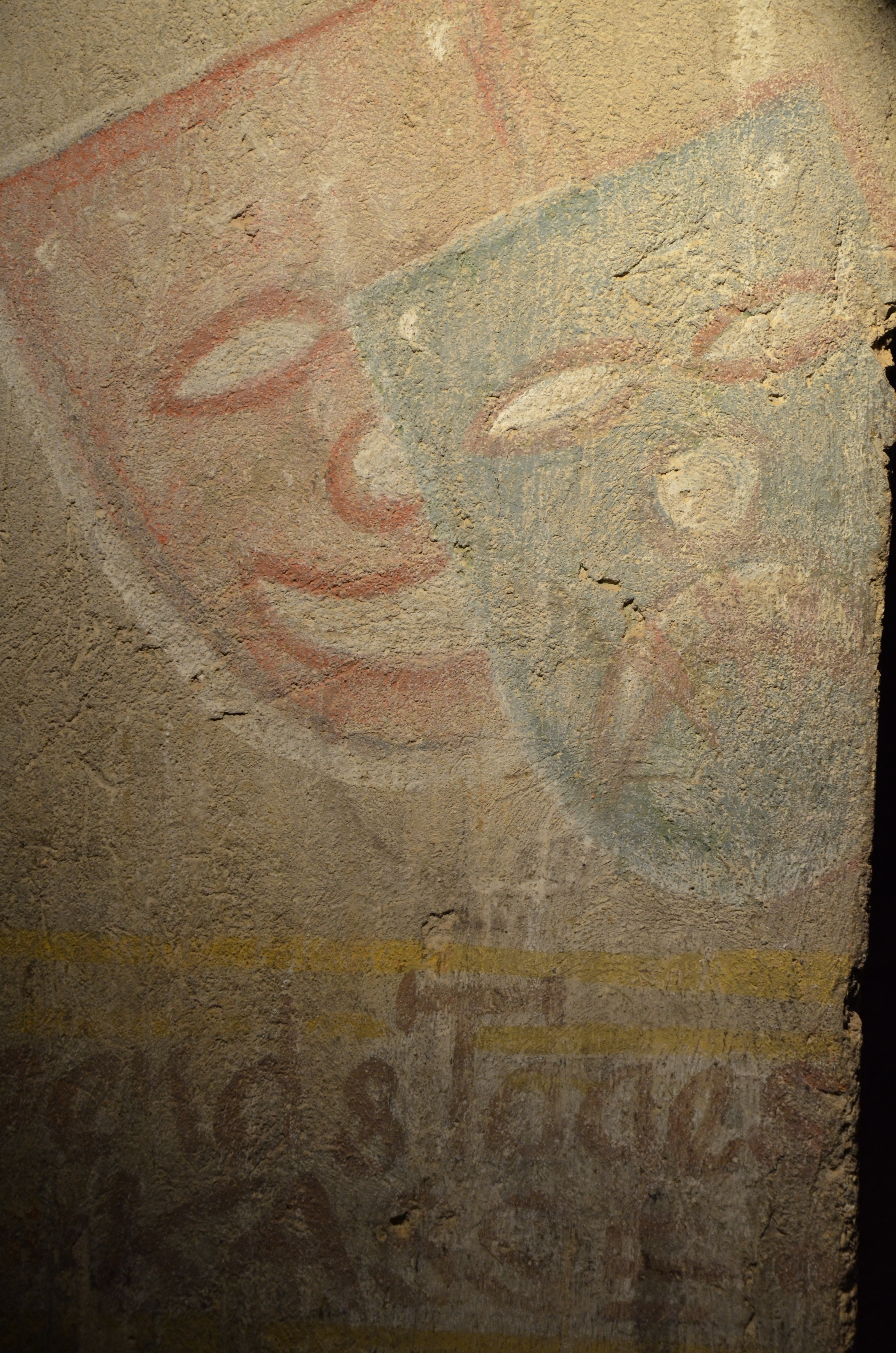
La parella de màscares, una somrient i l'altra trista, representant la comèdia i la tragèdia, formen un símbol del teatre

Un gènere teatral, gènere de teatre o gènere dramàtic és un concepte de tipus mental que permet classificar les produccions teatrals tenint en compte aspectes d'estil artístic, de forma, de contingut o altres. Es poden combinar i encavalcar diversos criteris per establir les categories secundàries. Així doncs, la llista de gèneres no està tancada. Segons la teoria realista clàssica hi ha dos grups principals: el de la comèdia, i el de la tragèdia i el drama.

## Gèneres clàssics
A la comèdia els personatges són complexos, comuns i corrents que encarnen els defectes i vicis dels éssers humans, el conflicte que es presenta és possible i probable en la vida real, si bé el seu contingut s'exagera o ridiculitza en l'intent per provocar el riure del receptor. El protagonista en aquest conflicte lluita amb el seu antagonista en un intent fallit per aconseguir els seus propòsits; fallit, perquè els seus intents els porten a diverses situacions, en les quals fracassa o és objecte de burla. El desenllaç presenta una solució alegre al conflicte amb la qual tots els problemes s'alegren i tots queden feliços. Generalment els autors a través del riure intenten que el receptor reflexioni sobre el que succeeix en l'obra i d'aquesta manera pugui extreure un ensenyament si es veu identificat amb algun dels personatges. Per això, alguns autors consideren que la comèdia és moralista. Tartuf o l'impostor de Molière és un exemple.
A la tragèdia hi ha personatges il·lustres, amb la finalitat de produir una crisi, és a dir, una purificació del receptor (lector o espectador) i que culmina en moltes ocasions amb la destrucció social o física del protagonista. Èdip rei de Sòfocles és un exemple d'aquest gènere.
En el drama es representa una situació de la vida real que resulta complexa i difícil però amb un final favorable o feliç, es caracteritza per tenir personatges comuns i complexos que s'enfronten a situacions límit de la seva vida i que acaben per reconèixer encara que això no necessàriament generi un canvi intern en el protagonista.

## Gèneres per estil
De vegades el teatre considera més interessant una visió estilitzada de la realitat, no mostrar-la exactament tal com és sinó d'una manera que considera més "dramàtica" o "teatral". Alguns estils coincideixen amb estils artístics més genèrics, com és el cas del realisme teatral, el naturalisme teatral, l'expressionisme, el simbolisme, etc. Alguns gèneres que cerquen un estil determinat són:
- Melodrama: Gènere no realista. Les anècdotes complexes on els personatges són simples és la característica fonamental d'aquest gènere. Busca que l'espectador tingui una resposta emocional superficial davant els successos de l'escena. Els personatges tenen reaccions emocionals exacerbades davant les accions dels altres personatges. Hi ha un conflicte de valors oposats que poden estar en qualsevol àmbit: moral, estètic, etc. Nuestra Natacha d'Alejandro Casona, estrenada a Barcelona el novembre de 1935 (al Teatre Barcelona), és un exemple.

- Tragicomèdia: Gènere no realista. El personatge protagonista de la tragicomèdia és simple, generalment un arquetip, està a la recerca d'un ideal: l'amor, l'amistat, la fraternitat, etc. L'anècdota és complexa. No és la unió de tragèdia i comèdia. L'ocell blau de Maurice Maeterlinck és un exemple.

- Farsa: Uneix elements de qualsevol dels altres gèneres. Els seus orígens es remunten a Aristòfanes però és en el segle XX quan aquest gènere pren veritable importància i rellevància. La Cantant calba d'Eugen Ionescu és el més clar exemple.

## Gèneres per forma
- Teatre d'avantguarda és un moviment teatral que sorgeix paral·lelament a l'antinovel·la o nova novel·la, a França, prop de 1950, un fenomen teatral que es caracteritza per la negació de les formes establertes i per la recerca d'un nou i original llenguatge escènic. En lloc de personatges ben caracteritzats, d'una estructura lògicament construïda i de diàlegs brillants, les «antipeces» del nou teatre presenten el reflex d'un món de malson i una reflexió sobre el llenguatge feta d'absurditat i incongruència.

- Teatre de l'absurd: Gènere teatral cultivat per escriptors europeus i americans entre els anys 40 i 60 del segle xx. Va ser encunyat pel crític Martin Esslin que va utilitzar-lo com a títol d'un llibre seu del 1962. Esslin considera que el treball d'aquests autors consisteix en una articulació artística del concepte filosòfic de l'absurd de l'existència, propi d'Albert Camus. Les característiques peculiars del teatre de l'absurd són l'abandonament deliberat d'una construcció dramàtica racional i el rebuig del llenguatge lògic conseqüencial.

- Dansa-teatre és una actuació artística que combina elements de la dansa contemporània i del teatre, podent incloure també elements d'altres arts escèniques, com el circ, o fins i tot visuals, fusionant-les en un espectacle homogeni; amb personatges constants i ben definits. Sol tractar temes de la realitat actual i des d'un pust de vista crític i irònic. L'estètica és molt cuidada. Pot ser per a públic infantil o adults.

- Performance és una actuació artística en directe on hi ha una important posada en escena, on habitualment l'artista (conegut com a performer) es comporta d'una manera particular per a altre grup de gent (públic o audiència). Tot sovint, la "línia" invisible que divideix l'artista del públic s'esvaeix, com en el teatre actiu, on els membres del públic s'impliquen en la producció.

- Pantomima: Els mims són actors que no utilitzen el llenguatge parlat en les seves actuacions. Té elements de connexió amb la dansa i el circ. És una forma habitual de teatre de carrer, tot i que es presenta també a sales. L'estil i el contingut del mim modern té vincles clars amb la commedia dell'arte.

## Gèneres per contingut
Les obres teatrals es poden categoritzar també segons l'objectiu pel qual estan escrites, lligat al seu contingut, que pot ser educatiu, moralitzant, de dimensió ètica (teatre pobre, per exemple), d'intervenció social, de militància política, religiós, etc.
- Obra didàctica: Gènere no realista. Caracteritzada per presentar-se en forma de sil·logisme que convida a la reflexió de l'espectador i que a partir d'ella tingui un aprenentatge. Els personatges són simples i l'anècdota complexa. El cercle de guix caucasià de Bertolt Brecht és un exemple clar.

- Teatre de l'oprimit és un gènere teatral influït pel teatre èpic de Bertold Brecht que sistematitza diferents metodologies que comprenen el teatre invisible, el teatre imatge, el teatre fòrum, el teatre legislatiu i el teatre periòdic. Tenen per objecte transformar a l'espectador en protagonista de l'acció dramàtica i, "a través d'aquesta transformació, ajudar a l'espectador a preparar accions reals que el condueixin al propi alliberament".

## Gèneres de teatre amb objectes
Podrien entrar en aquesta categoria els diferents teatres de titelles, d'ombres xinesques, de màscares, etc. als quals el protagonisme se centra en objectes.
Al teatre de titelles els personatges són ninots anomenats titelles. Acostumen a mostrar-se en uns teatrets especials, anomenats teatres de titelles. El seu moviment s'efectua amb l'ajuda de molles, cordes, guants, filferros, fils, pals i altres estris adaptats a cada tipus de titella.

## Gèneres musicals
A alguns gèneres la música, la veu i la banda sonora són elements d'especial rellevància. És el cas, per exemple i típicament, de l'òpera i l'anomenat "teatre musical", però n'hi ha molts més, com lasarsuela, les operetes, la revista, el ball parlat, etc.
El teatre musical o musical és una forma de teatre que combina música, cançó, dansa i text. Una història i el seu contingut emotiu es transmeten mitjançant les paraules, la música, els moviments i els aspectes tècnics de l'espectacle com una unitat integrada. La música i les lletres formen la banda sonora del musical.
L'òpera és un drama totalment o parcialment musicat que s'escenifica cantant i amb acompanyament orquestral, i amb els elements escènics habituals del teatre (decoracions, vestuari).

## Altres gèneres
Les obres teatrals es poden classificar en altres criteris, com per exemple, segons a quin públic va adreçat, la seva durada (microteatre, teatre per hores, etc.) o a quin espai es presenten. Alguns exemples són:
- Teatre de carrer és una actuació artística en directe que s'executa en un espai públic i sol comprendre diverses disciplines escèniques. Als Països Catalans va sorgir com a resposta a la necessitat d'acostar el teatre a les persones i trencar convencions establertes pel que fèia al text, la llengua, l'escena i la relació entre intèrprets i públic entre d'altres. Des d'aquest punt de vista, inclou com a subgènere al teatre invisible.
- Teatre popular és un terme molt genèric en el que entra el conjunt de muntatges i obres teatrals propis de la cultura popular, és a dir que no tenen un autor conegut i que s'han anat desenvolupant i transmetent per tradició oral o escrita.